# HEAD ROOMS
『HEAD ROOMS』（ヘッド・ルームズ）は、tacicaの6枚目のオリジナルアルバム。2016年4月6日にSME Recordsから発売された。

## 解説
前作『LOCUS』から僅か10ヶ月でリリースとなるフルアルバム。
テレビアニメ『ハイキュー!! セカンドシーズン』エンディングテーマとなった「発熱」、ツアー「三大博物館」テーマ曲として昨年11月に配信限定でリリースされた「サイロ」、自主制作盤のみに収録され入手困難だったインディーズ時代の幻の名曲「Butterfly Lock」を含む全11曲を収録。
完全生産限定盤にはジャケットの7インチサイズ紙ジャケット仕様に加え、このアルバムのために制作されたTシャツが付属となる。

## 収録曲
(#1は作曲：猪狩翔一/#9は作詞：猪狩翔一 作曲：猪狩翔一、小西悠太/他は全て作詞・作曲：猪狩翔一)
1. go by [1:18]
東名阪ライブツアー『三大博物館2016〜太陽と月〜』のSEとして使用された楽曲。
2. 夜明け前 [3:12]
3. 発熱 [3:03]
9thシングル表題曲。テレビアニメ『ハイキュー!! セカンドシーズン』エンディングテーマ。
4. Butterfly Lock [3:04]
自主制作盤『アナフィラキシー』に収録されている楽曲を再録して収録。
5. 咆哮の詩 [3:33]
6. ヒカリトカゲ [3:55]
7. フラクタル [3:55]
8. acaci-a [3:13]
9. ONE [3:37]
女性コーラスに松崎ナオが起用されている。
10. サイロ [3:54]
1st配信限定シングル表題曲。東名阪ライブツアー『三大博物館2016〜太陽と月〜』のテーマソングとして制作された楽曲。
11. NWM [5:55]
タイトルはサビの歌詞に登場する「NO WHERE MAN」の略称である。